# Dykh-Taou
Le Dykh-Taou (ou Dykhtau) est une montagne culminant à 5 204 mètres d'altitude en Kabardino-Balkarie, une république caucasienne de Russie. Il se situe dans le versant septentrional du Grand Caucase, au nord de la frontière géorgienne, et constitue le deuxième plus haut sommet de l'Europe et de la Russie après l'Elbrouz. Il est gravi pour la première fois en 1888 par l'arête sud-ouest. La voie normale, ouverte la même année, passe désormais par l'arête nord. La montagne est protégée par la réserve naturelle de haute montagne de Kabardino-Balkarie.

## Toponymie
Le nom Dykh-Taou vient du karatchaï-balkar Дых тау signifiant « montagne escarpée ». Avec le Kochtan-Taou, ils sont surnommés les « frères de Bezengui ».

## Géographie
Le Dykh-Taou se situe dans la partie méridionale de la Russie européenne, dans le Sud de la Kabardino-Balkarie. Il se trouve à 40 kilomètres au sud-sud-est de Tyrnyaouz et 63 kilomètres de Naltchik, la capitale de cette République, tandis que Krasnodar est à 400 kilomètres à l'ouest-nord-ouest et Volgograd à 650 kilomètres au nord. La frontière avec la Géorgie passe six kilomètres au sud. Les côtes de la mer Noire se trouvent à 135 kilomètres à l'ouest-sud-ouest et celles de la mer Caspienne à 350 kilomètres à l'est. Le sommet s'élève à 5 204 mètres d'altitude, dans la muraille de Bezengui, au nord de la principale ligne de partage des eaux du Grand Caucase, qui marque traditionnellement la limite entre l'Asie et l'Europe. Il constitue le deuxième plus haut sommet de la chaîne, de la Russie et du « Vieux Continent » après l'Elbrouz. Sa hauteur de culminance par rapport à ce dernier, situé à 64 kilomètres au nord-ouest, est de 2 002 mètres. Il domine le glacier de Bezengui (du karatchaï-balkar Уллу чыран, littéralement « Grand glacier ») à l'ouest et le glacier Mizhirgi à l'est. Il est constitué de granite.

## Histoire
Après deux tentatives d'ascension infructueuses menées en 1886, par Clinton Thomas Dent, et en 1888, le Dykh-Taou est finalement conquis par le Britannique Albert F. Mummery et le guide suisse Heinrich Zurflüh de Meiringen, accompagnés d'un porteur tatar, par l'arête sud-ouest, le 24 juillet 1888. Le 20 août de la même année H. W. Holder, Hermann Woolley et J. G. Cockin avec Ulrich Almer, gravissent l'arête nord, qui constitue désormais la voie normale.
Au fil des années, le Dykh-Taou est gravi par d'autres itinéraires : en 1928 par l'arête sud, en 1935 par l'arête nord-ouest, en 1958 par le pilier sud (par George Band et Michael Harris).

## Activités

### Ascension
L'accès au Dykh-Taou se fait généralement par le nord, depuis le village de Bezingui, qui permet de rejoindre le camp de base à 2 180 mètres d'altitude, au pied de l'arête septentrionale. La voie normale est cotée 4B selon l'échelle russe (équivalent de IV ou V selon l'UIAA). L'ascension commence en longeant le versant occidental de la crête, avec le franchissement de l'arête ouest du Misses-Tau, un sommet secondaire à 4 425 mètres d'altitude au nord du Dykh-Taou. Il est alors possible d'établir un bivouac au niveau d'un glacier suspendu dans la face nord-ouest du sommet. Il faut remonter jusqu'à l'arête séparant le Dykh-Taou du Misses-Taou et la suivre en direction du sud jusqu'à la cime principale.

### Protection environnementale
Le Dykh-Taou est protégé depuis 1976 au sein de la réserve naturelle de haute montagne de Kabardino-Balkarie qui couvre 741 km2.